# ソフィア・トロリーバス
ソフィア・トロリーバス（ブルガリア語: Тролейбуси в София）は、ブルガリアの首都・ソフィア市内に路線網を有するトロリーバス。ブルガリアで最初に開通したトロリーバス路線で、2025年現在は路面電車（ソフィア市電）と共にソフィア市が全株を所有するソフィア電気輸送会社（"Столичен електротранспорт" ЕАД）によって運営されている。

## 歴史
ソフィア市内に最初のトロリーバス路線が開通したのは1941年2月14日で、ゴルノバンスキ・パトとゴルナ・バニャを結ぶ全長3.3 kmの路線であった。だが、第二次世界大戦下の状況では施設の維持や車両の保守が困難な状態であり、戦後の1947年から運休を余儀なくされ、ソビエト連邦製の車両を導入した上で本格的な車両の増備や路線網の本格的な拡大が始まったのは1948年5月の運行再開以降となった。その中でも特にソフィア南部は多数の需要があり、1960年代以降チェコで製造されたトロリーバス車両の大量導入が行われた他、ハンガリーやソビエト連邦のメーカー製の車両の導入や、西ドイツ、オーストリアの中古車両の譲受も実施された。また、並行してブルガリアの国産車両も用いられ、1987年からはルーマニアの企業の機器を用いた連節式トロリーバス車両のDAC-チャブダー・317ETRが導入された。これらの車両を収蔵する車庫についても、1980年代から1990年代に渡って増設が行われている。
ブルガリアの民主化以降は一時的に車両や施設の更新が滞る時期もあったが、2010年代以降欧州連合の支援を受ける形でノンステップバスの導入が実施された。一方、同年代には大規模なトロリーバス路線の拡張計画も発表されているが、2019年の時点で実現したのは1号線の延伸を始めとした僅かな区間に留まっている。

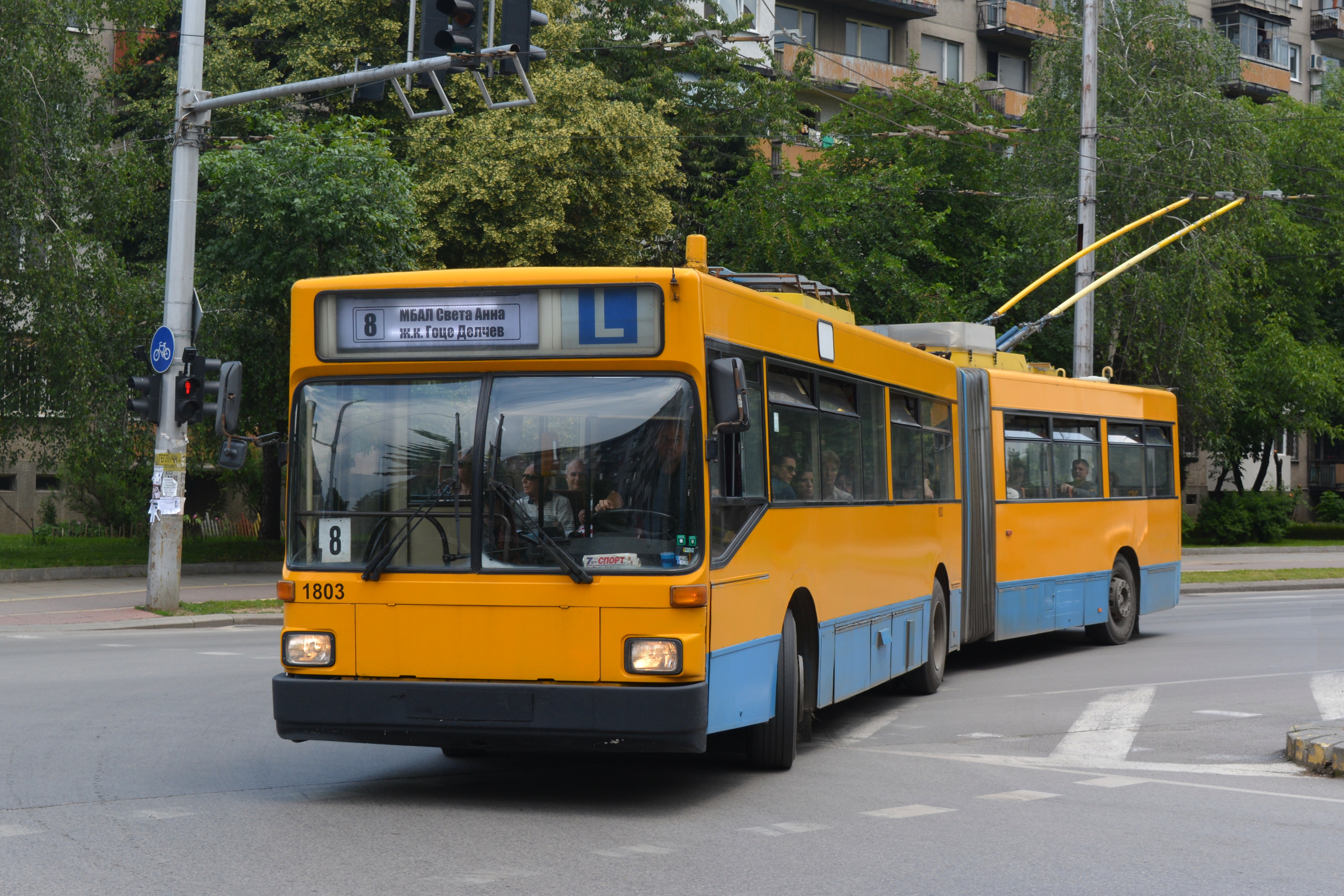
2000年代にはオーストリアからの車両譲受も行われた（2016年撮影）

## 路線
2025年時点で、ソフィア市内には以下の10系統のトロリーバス路線が存在する。
| 系統番号 | 起点               | 終点                      | 備考 |
| -------- | ------------------ | ------------------------- | ---- |
| 1        | ж.к. Левски Г      | Военномедицинска академия |      |
| 2        | ж.к. Хаджи Димитър | ж.к. Левски Г             |      |
| 3        | УМБАЛ „Света Анна“ | ж.к. Левски Г             |      |
| 4        | ж.к. Хаджи Димитър | ж.к. Дружба 2             |      |
| 5        | УМБАЛ „Света Анна“ | пл. Руски паметник        |      |
| 6        | ж.к. Люлин 3       | пл. Сточна гара           |      |
| 7        | ж.к. Люлин 3       | ж.к. Гоце Делчев          |      |
| 8        | ж.к. Гоце Делчев   | пл. Сточна гара           |      |
| 9        | ж.к. Борово        | пл. Сточна гара           |      |
| 11       | ж.к. Дружба 1      | ул. Вишовград             |      |

## 車両
2025年時点で営業運転に使用されている車両形式は以下の通り。これらに加え、ソフィア・トロリーバスには歴代の使用車両が保存されている。
- シュコダ26Tr（Škoda 26Tr） - チェコのシュコダ・エレクトリック（チェコ語版）が展開するトロリーバス車両（ノンステップバス）。
- シュコダ27Tr（Škoda 27Tr） - チェコのシュコダ・エレクトリックが展開する連節式トロリーバス車両（ノンステップバス）。
- イカルス280T（ハンガリー語版）（Ikarus 280T） - ハンガリーのバスメーカーであったイカルスが展開した連節式トロリーバス車両。

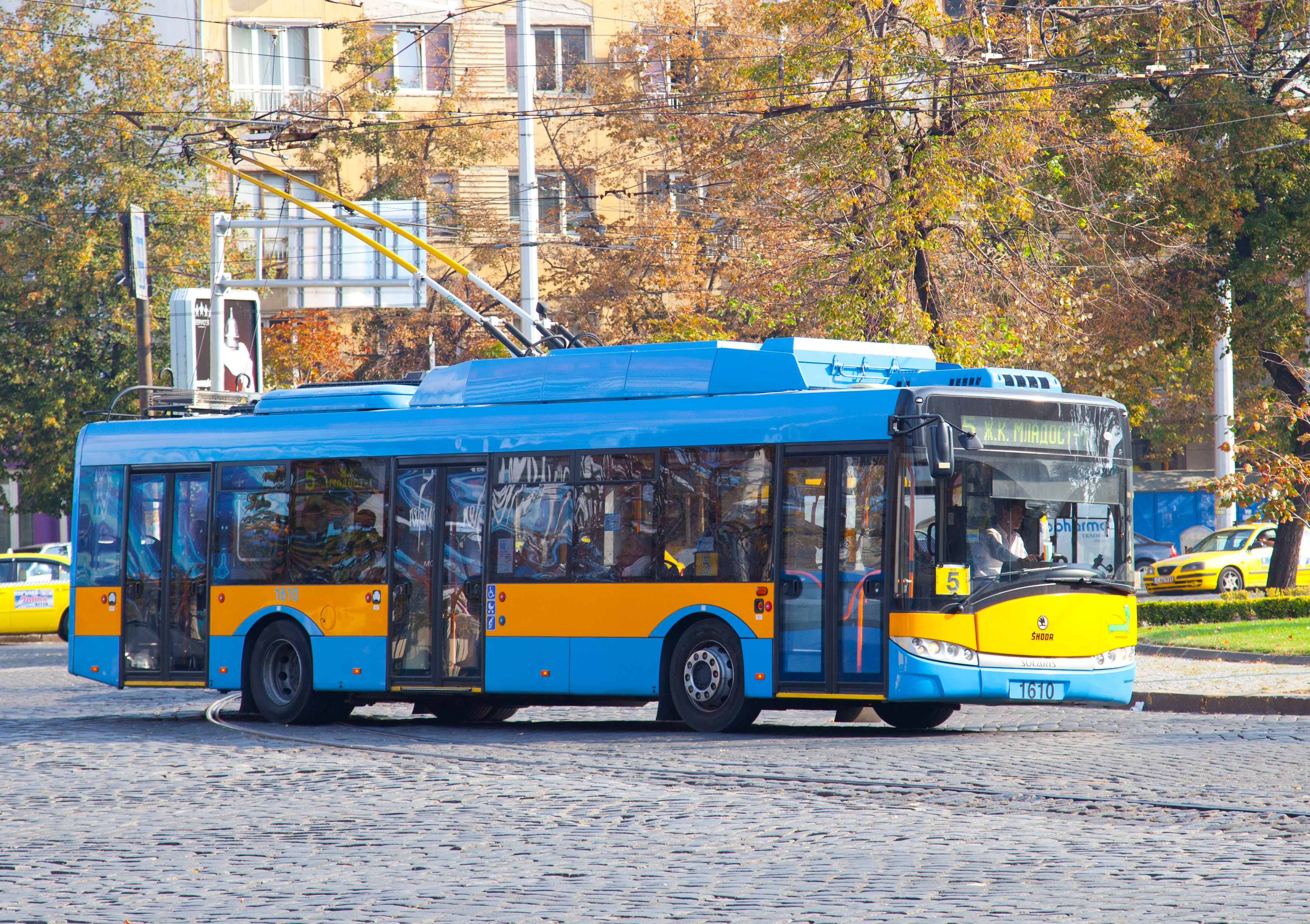
シュコダ26Tr（2012年撮影）
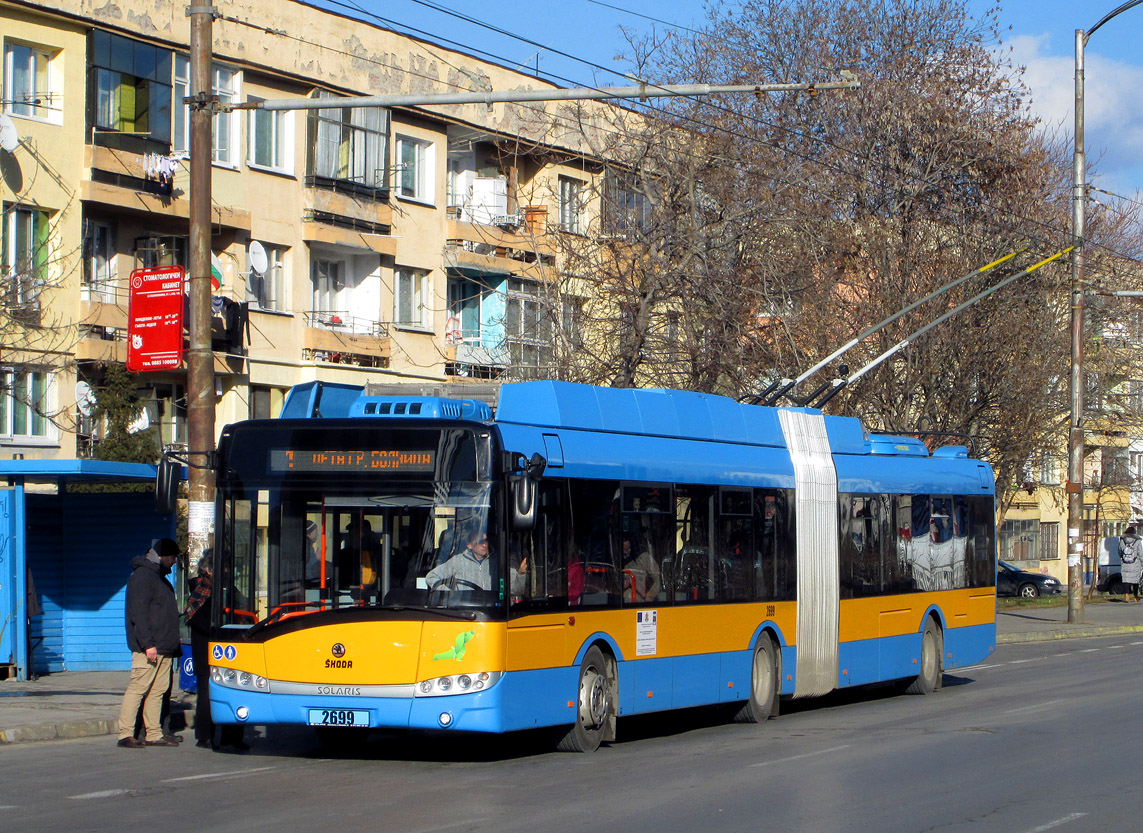
シュコダ27Tr（2015年撮影）
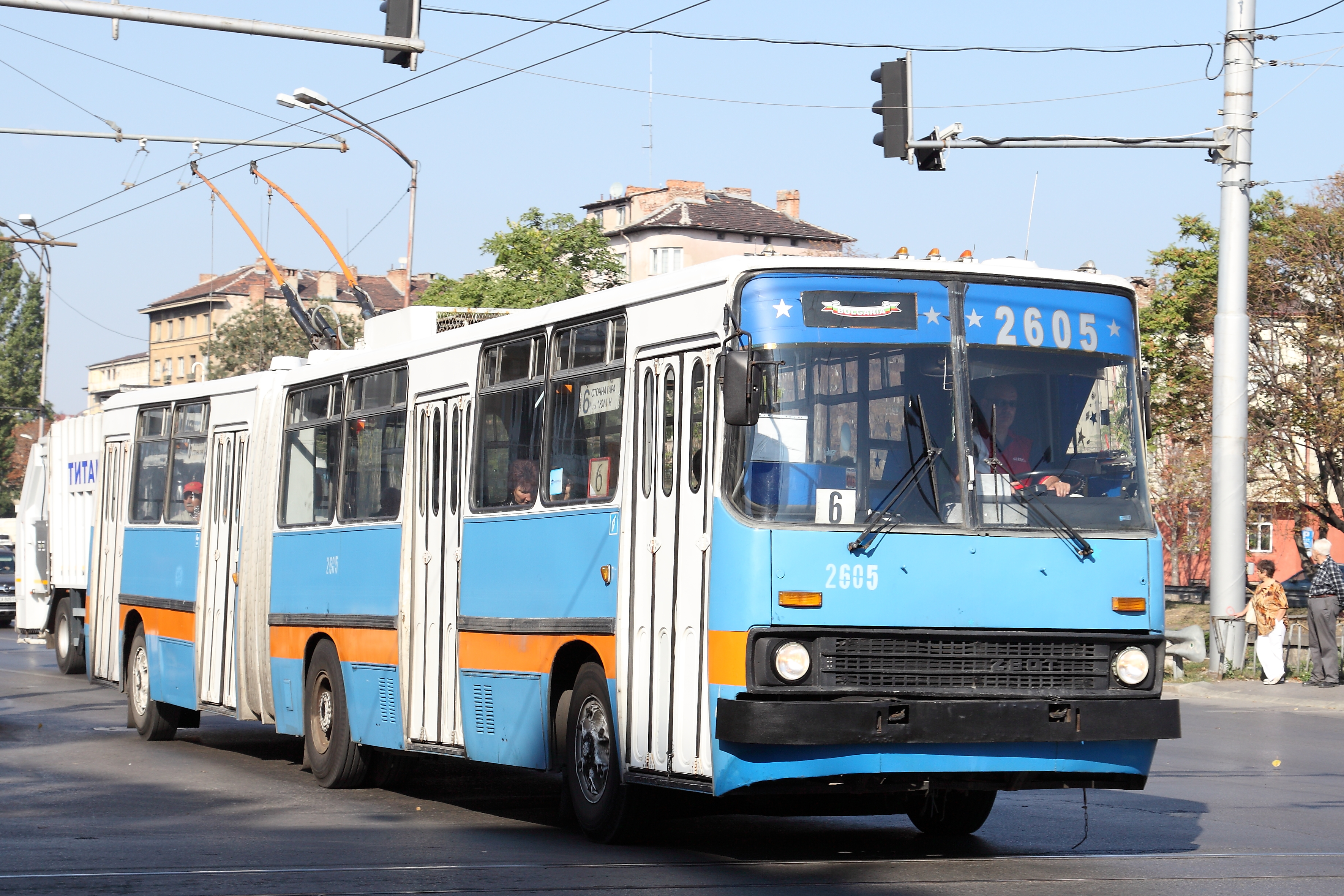
イカルス280T（2012年撮影）